# Catherine Jarrige

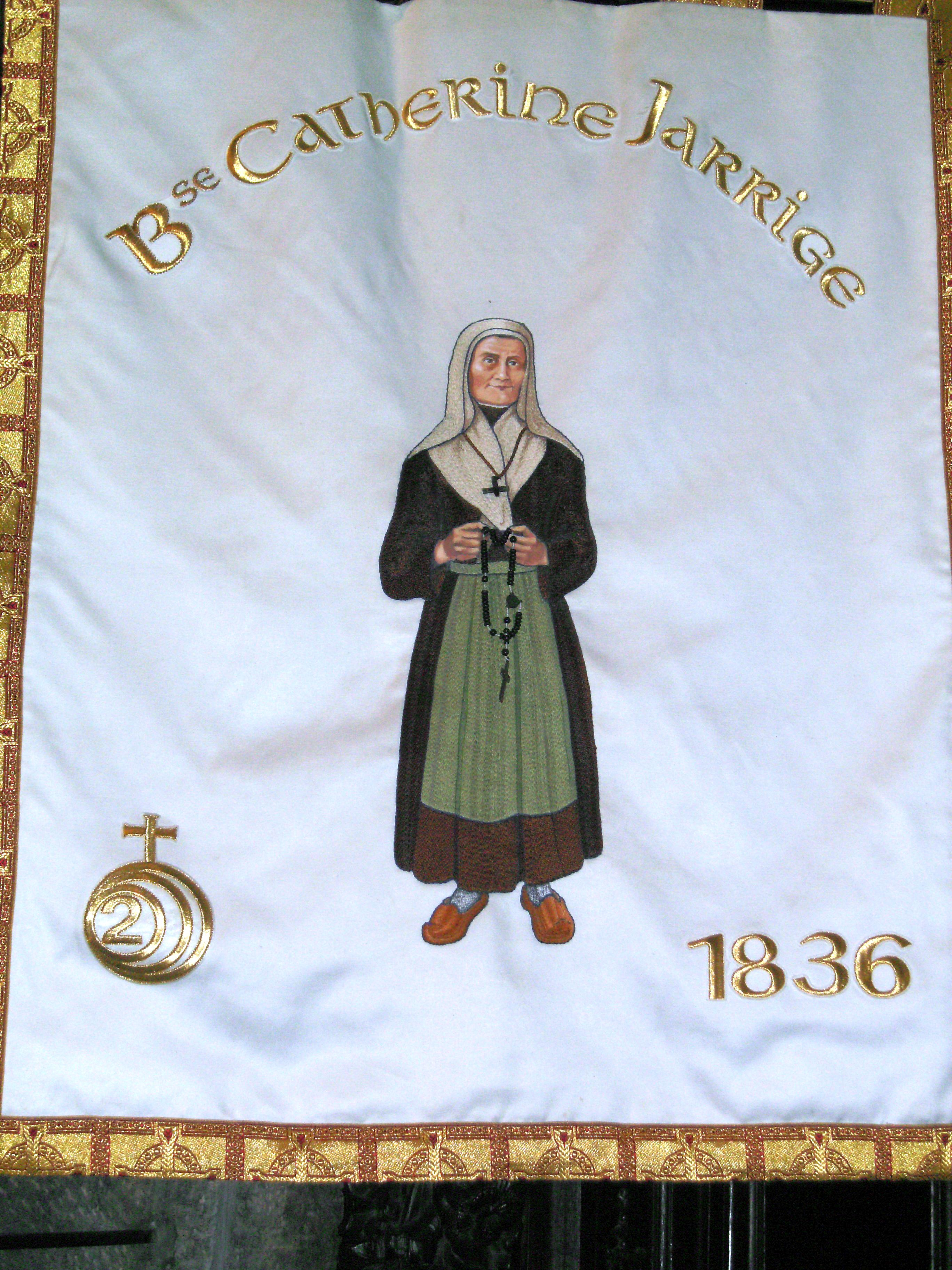
Catherine Jarrige (Banner)

Catherine Jarrige, auch: Catinon Menette (* 4. Oktober 1754 in Chalvignac; † 4. Juli 1836 in Mauriac) war eine französische dominikanische Tertiarin. Sie wird in der katholischen Kirche als Selige verehrt.

## Leben
Catherine Jarrige wurde als jüngstes von sieben Kindern eines Landwirts im Weiler Doumis (heute Ortsteil der Gemeinde Chalvignac) in der Auvergne geboren. Als sie 13 war, verstarb ihre Mutter. Mit 24 ließ sie sich in Mauriac als Spitzenklöpplerin nieder. Seit ihrer Jugend eine begeisterte Tänzerin, gab sie diese Leidenschaft nach einem Unfall auf, bei dem sie beinahe ertrunken wäre, und trat in Mauriac in den Dritten Orden der Dominikanerinnen ein. Als Tertiarin wurde sie nach dem damaligen örtlichen Sprachgebrauch „menette“ genannt, und da ihr Vorname die lokale Variante Catinon hatte, war sie im Volk als Catinon Menette bekannt. 
Über die Pflege einer kranken Schwester wuchs in ihr das Mitgefühl für alle Bedürftigen, und sie begann in den 1780er Jahren, ihre gesamte Freizeit den Armen zu widmen. Während der Französischen Revolution unterstützte sie tatkräftig  Priester, die den Eid auf die Zivilverfassung des Klerus verweigert hatten (die sogenannten réfractaires) und die in den Untergrund gehen mussten. Dem am 14. Mai 1793 in Mauriac guillotinierten Priester François Filiol (* 1764) stand sie als einzige bei seiner Hinrichtung bei und sammelte sein Blut in einem Tuch. Den Dienst an den Armen und Kranken tat sie über 50 Jahre bis zu ihrem Tod im Alter von 81 Jahren. Die erforderlichen Mittel besorgte sie durch das oft resolute Sammeln von Spenden. In Anerkennung ihrer Leistung schlug die Stadt Mauriac sie 1833 (erfolglos) für den Verdienstpreis Prix Montyon der Académie française vor. Als sie im Alter von 81 Jahren starb, wurde sie unter großer Anteilnahme der Bevölkerung zu Grabe getragen.

## Der Weg zur Seligsprechung
Der Ortspriester Jean-Baptiste Serres (1824–1904) veröffentlichte 1864 eine erste Biografie (die später auch ins Deutsche übersetzt wurde). Er nahm ihr Werk wieder auf und gründete (ebenfalls 1864) die Petites sœurs des malades de Mauriac (Die kleinen Schwestern der Kranken). 1911 wurde der Seligsprechungsprozess eingeleitet. 1953 wurde ihr von Papst Pius XII. der heroische Tugendgrad attestiert. Daraufhin schrieb Victor Marmoiton S.J. (1886–1973) eine moderne Biografie. Ihre Seligsprechung (zusammen mit der von Otto Neururer und Jakob Gapp) erfolgte am 24. November 1996 durch Papst Johannes Paul II. in Rom.